# Ernst von Mann Edler von Tiechler
Ernst Karl August Klemens Ritter von Mann Edler von Tiechler (Burghausen, 11. travnja 1864. -  Bad Reichenhall, 2. listopada 1934.) je bio njemački viceadmiral i vojni zapovjednik. Tijekom Prvog svjetskog rata bio je načelnik stožera Admiraliteta, te ministar mornarice.

## Vojna karijera
Ernst von Mann rođen je 11. travnja 1864. u Burghausenu. U mornaricu je stupio 1884., te je nakon završetka pomorske akademije služio kao zapovjednik torpednih čamaca. Zbog bolesti je 1905. morao napustiti mornaricu, te je do 1907. radio kao tehnički savjetnik, te pomoćnik direktora u brodogradilištu u Kielu. Nakon što je ponovno pristupio mornarici, 1908. godine promaknut je u čin kapetana fregate. Nakon toga zapovijeda lakim krstašem SMS Hamburg, te oklopnim krstašem SMS Friedrich Carl. U prosincu 1909. unaprijeđen je u kapetana, nakon čega dolazi na čelo uprave za istraživanje torpeda. U rujnu 1911. postaje zapovjednikom bojnog krstaša SMS Moltke kojim zapovijeda do siječnja 1913. kada dobiva zapovjedništvo nad bojnim brodom SMS Kaiser kojim zapovijeda do rujna. U rujnu 1913. postaje načelnikom stožera Admiraliteta na kojoj dužnosti dočekuje i početak Prvog svjetskog rata.

## Prvi svjetski rat
Dužnost načelnika stožera Admiraliteta Mann je obavljao do rujna 1914. godine. Tada je napustio navedenu dužnost nakon neuspjeha njemačke flote u Bitci u Heligolandskom zaljevu. U studenom 1914. postaje glavnim inspektorom za ispitivanje torpeda koju dužnost obavlja do prosinca 1917. godine. U međuvremenu je u rujnu 1915. promaknut u čin kontraadmirala. 
U prosincu 1917. imenovan je načelnikom odjela za podmornice ministarstva mornarice, dok je u siječnju 1918. unaprijeđen u čin viceadmirala. U listopadu 1918. postaje ministrom mornarice zamijenivši na tom mjestu Paula Behnckea. Nakon izbijanja pobune mornara u Kielu, Mann je predlagao da se ista uguši silom, između ostalog, i uporabom podmornica, ali njegove prijedloge njemačka vlada nije prihvatila.

## Poslije rata
Dužnost ministra mornarice Mann je obnašao do 13. veljače 1919. kada je dao ostavku, nakon čega se umirovio. Preminuo je 2. listopada 1934. godine u 70. godini života u Bad Reichenhallu.

## Vanjske poveznice
(eng.) Ernst von Mann Edler von Tiechler na stranici Prussianmachine.com

(njem.) Ernst von Mann Edler von Tiechler na stranici Deutsche-Biographie.de